# هاريدوار
هاريدوار أو هاردوار هي مدينة قديمة وبلدية في منطقة هاريدوار في ولاية أوتاراخند الهندية. يدخل نهر الجانج سهل الغانج الهندي في شمال الهند عند هاريدوار بعد أن يسير مسافة 253 كيلومترا (157 ميل) من منبعه في غوموخ على حافة نهر غانغوتري الجليدي، وهو ما أعطى المدينة اسمها القديم، غانغادوارا.
تعتبر هاريدوار إحدى من الأماكن السبعة المقدسة (سابتا بوري) لدى الهندوس. وفقا لنص سامودرا مانثان،  فإن هاريدوار هي إحدى أربعة مواقع، مع أوجين وناشيك وبراياغ (الله أباد)، حيث انسكبت قطرات أمريت، إكسير الخلود، عن طريق الخطأ من إبريق بينما كان يحملها الطير السماوي جارودا. ويتجلى هذا في احتفال كومبه ميلا الذي يحتفل به في هاريدوار كل 12 عاما. يتجمع الملايين من الحجاج والمتدينون والسياح يتدفق خلال هذا الاحتفال في هاريدوار لأداء طقوس الاستحمام على ضفاف نهر الغانج لغسل ذنوبهم وتحقيق الموكشا. المكان الذي سقط فيه أمريت، ويدعى براهما كوند، يقع في هار كي بوري (ويعني حرفيا "خطى الرب") ويعتبر أكثر غات (سلالم تنزل إلى الماء) مقدس في هاريدوار. وهو أيضا المركز الرئيسي لحج كانوار، حيث يجمع ملايين الحجاج المياه المقدسة من الجانج ويحملونها عبر مئات الأميال ليقدموها تقربا في مزارات الإلهة شيفا.

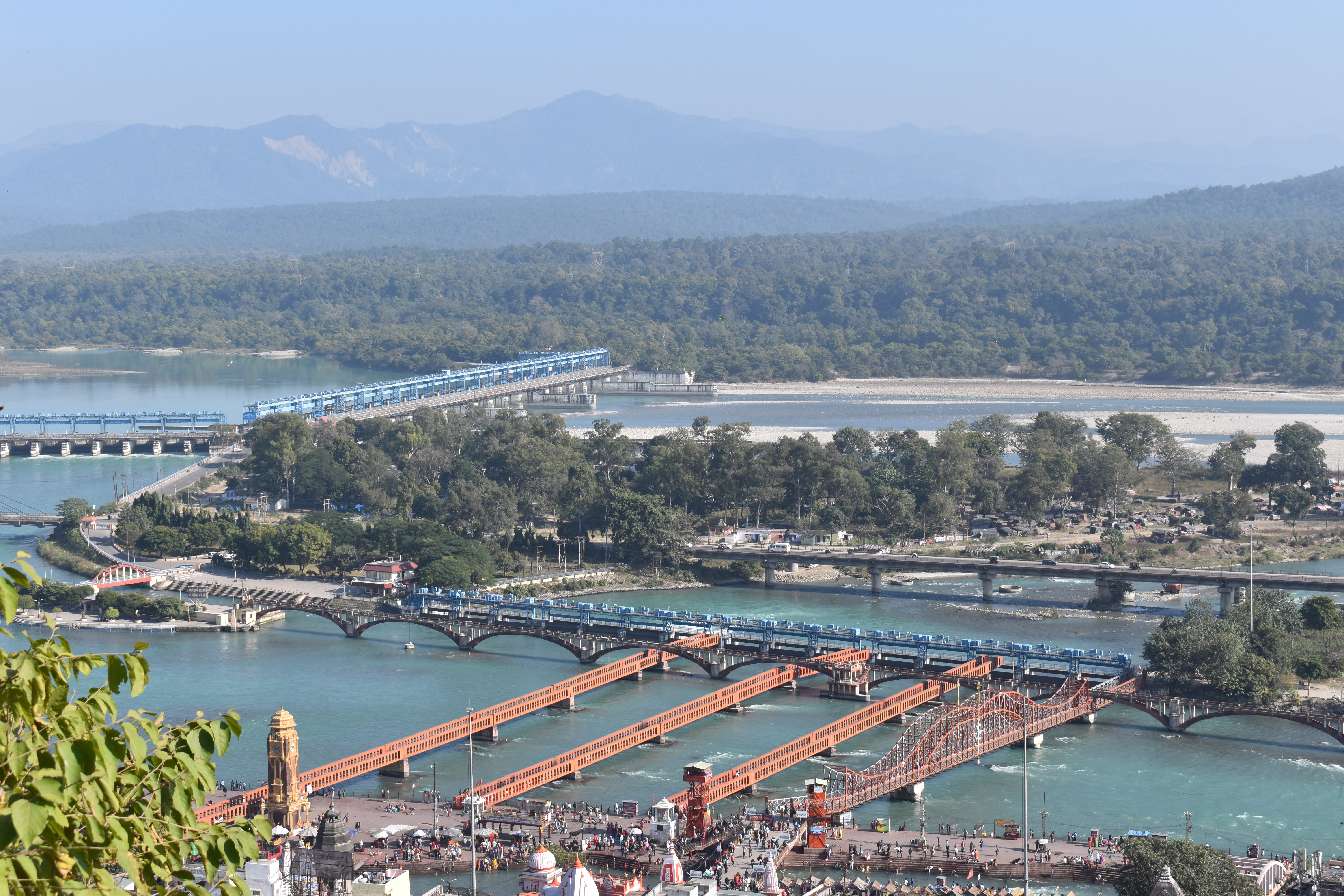
منظر جوي لهاريدوار من معبد مانسا ديفي

هاريدوار هي مقر المنطقة وأكبر مدينة فيها. وهي تتطور اليوم إلى أبعد من أهميتها الدينية، حيث تنمو المنطقة الصناعية بسرعة وهي تابعة لمؤسسة الدولة للتنمية الصناعية في أوتاراخاند (سيدكول)، وهي قريبة بلدية بهارات هيفي إليكتريكالز ليميتد، فضلا عن فروعها التابعة.

## المناخ
يظهر الجدول التالي التغييرات المناخية على مدار السنة لهاريدوار:
| البيانات المناخية لـهاريدوار      | البيانات المناخية لـهاريدوار | البيانات المناخية لـهاريدوار | البيانات المناخية لـهاريدوار | البيانات المناخية لـهاريدوار | البيانات المناخية لـهاريدوار | البيانات المناخية لـهاريدوار | البيانات المناخية لـهاريدوار | البيانات المناخية لـهاريدوار | البيانات المناخية لـهاريدوار | البيانات المناخية لـهاريدوار | البيانات المناخية لـهاريدوار | البيانات المناخية لـهاريدوار | البيانات المناخية لـهاريدوار |
| الشهر                             | يناير                        | فبراير                       | مارس                         | أبريل                        | مايو                         | يونيو                        | يوليو                        | أغسطس                        | سبتمبر                       | أكتوبر                       | نوفمبر                       | ديسمبر                       | المعدل السنوي                |
| --------------------------------- | ---------------------------- | ---------------------------- | ---------------------------- | ---------------------------- | ---------------------------- | ---------------------------- | ---------------------------- | ---------------------------- | ---------------------------- | ---------------------------- | ---------------------------- | ---------------------------- | ---------------------------- |
| متوسط درجة الحرارة الكبرى °م (°ف) | 20 (68)                      | 22 (72)                      | 27 (81)                      | 33 (91)                      | 36 (97)                      | 34 (93)                      | 31 (88)                      | 30 (86)                      | 30 (86)                      | 29 (84)                      | 26 (79)                      | 22 (72)                      | 28 (83)                      |
| متوسط درجة الحرارة الصغرى °م (°ف) | 7 (45)                       | 9 (48)                       | 13 (55)                      | 18 (64)                      | 21 (70)                      | 23 (73)                      | 23 (73)                      | 23 (73)                      | 21 (70)                      | 17 (63)                      | 11 (52)                      | 8 (46)                       | 16 (61)                      |
| الهطول مم (إنش)                   | 72 (2.8)                     | 76 (3.0)                     | 78 (3.1)                     | 55 (2.2)                     | 113 (4.4)                    | 296 (11.7)                   | 599 (23.6)                   | 568 (22.4)                   | 301 (11.9)                   | 102 (4.0)                    | 23 (0.9)                     | 91 (3.6)                     | 2٬374 (93.6)                 |
| المصدر: Sunmap                    |                              |                              |                              |                              |                              |                              |                              |                              |                              |                              |                              |                              |                              |